# Laurent Bourdelas
Œuvres principales
L'Ivresse des rimes (2011)
Alan Stivell (2017)
Amer et profond sillon (2001)
Histoire de Limoges (2014 et 2019)
La Caverne de l'âme (2015)
Laurent Bourdelas est un écrivain, poète, critique pour RCF Limousin, éditeur et historien né le 30 septembre 1962 à Limoges. Photographe, il anime plusieurs blogs, dont un sur le site de France 3 Limousin, consacré à l'histoire de Limoges. Il est spécialisé dans l'histoire culturelle et littéraire des XIXe et XXe siècles.

## Biographie
Issu d'une famille de noblesse de robe limougeaude puis de « ponticauds », et d'une famille maternelle venue du Nord et devenue caviste, Laurent Bourdelas, après des études au collège Donzelot (Limoges), au lycée Gay-Lussac (Limoges), de la seconde aux classes préparatoires littéraires, au Centre de recherches historiques et archéologiques médiévales de Limoges (maîtrise histoire ancienne et médiévale), étudie au Centre d'études supérieures de la civilisation médiévale de Poitiers pour préparer un doctorat. Il se spécialise alors dans le pouvoir royal et le Limousin aux XIVe et XVe siècles. Il est également titulaire d'un DEUST en tourisme culturel de l'université de Limoges. Il a notamment étudié le russe durant ses études secondaires et supérieures.
Après avoir travaillé à la SNCF puis comme consultant en tourisme culturel (site de Châlucet, Ville de Bourganeuf, etc.), il est professeur d'histoire et de géographie à Limoges et se consacre à l'écriture. Il se spécialise dans l’histoire culturelle et littéraire, en particulier des XIXe et XXe siècles.
À partir de 2022, il devient le directeur artistique de la Journée gargantuesque à La Croisille-sur-Briance en Haute-Vienne.
Il est le vice-président de l'Association des Anciens du Lycée Gay-Lussac de Limoges depuis 2022.

### Vie privée
Laurent Bourdelas partage son temps entre le Limousin et la Ria d'Etel en Bretagne.
Il est marié à la poète et philosophe Marie-Noëlle Agniau. Il est le père de deux fils.

## Activités

### Littérature
Laurent Bourdelas est l'auteur de poèmes, de textes de forme courte, de romans , d'essais d'histoire littéraire, de deux biographies du chanteur et musicien breton Alan Stivell en 2012 et 2017. Ce dernier crée, en 2014, une chanson à partir du poème Purple moon (extrait du recueil Amer et profond sillon), enregistrée sur l'album AMzer en 2015. En 2017 paraît son nouvel ouvrage consacré au chanteur, Alan Stivell, chez Le Mot et le Reste.
Il participe à la création de la revue de poésie Friches en 1983 avec Jean-Pierre Thuillat. Il a créé et dirigé les revues littéraires Analogie (1985-1998) et L'Indicible Frontière (2001-2006).
En 2000, le centre culturel Jean Gagnant (Limoges) accueille une exposition de certains de ses poèmes inspirés par ses critiques de chorégraphies contemporaines présentées dans le cadre du Festival Danse Emoi.
En 2003 et 2004, il lit sur scène ses textes parus dans Le Chemin des Indigotiers : Fragments de Port-Louis accompagné par le bagad Nozeganed de Port-Louis.
En 2003, le sculpteur Marc Petit accompagne son texte Rosarium avec ses dessins.
En 2012, il reçoit le prix Jean Carmet pour L'Ivresse des rimes (édité par Philippe Claudel chez Stock), essai sur les poètes français et le vin au XIXe siècle. Une suite lui sera donnée en 2015 chez Geste éditions, La Caverne de l'âme, à propos des poètes du XXe siècle.
En septembre 2016, il inaugure la série « Crimes et histoire en Limousin » avec Le Mystère de Châlucet,. À la suite d'un changement d'éditeur, il poursuit les aventures du capitaine Vinoy avec Le Noyé des bords de Vienne aux éditions Mon Limousin.
Le 26 mars 2018, il est invité par Jean-Lambert Wild au Théâtre de L'Union à Limoges, dans le cadre de La Capitainerie des langues.
En juillet 2018, il signe un Grand Dictionnaire du Limousin très personnel, plutôt lyrique et non exempt de polémique, préfacé par Robert Savy, ancien député et président du conseil régional, socialiste critique envers le fonctionnement de son parti. Le livre est présenté officiellement à la mairie de Limoges le 28 septembre 2018.
En 2021, il crée la revue littéraire VORACE, qui publie des inédits d'écrivains, poètes et artistes.

### Théâtre
Laurent Bourdelas a été le vice-président de la Ligue d'Improvisation théâtrale du Limousin (la Lili) dans les années 1980, aux côtés de Damien Odoul.
Ses textes ont été mis en scène et interprétés notamment par Philippe Labonne, Frédérique Meissonnier, Jean-Paul Daniel, Patricia Clément, Camille Brunel, Albane de Chalain.
Il a lui-même adapté et mis en scène ses recueils Incertains voyages (1994), La Permanence sucrée (1998), Amer et profond sillon (2001) ; des poèmes amérindiens sous le titre Une luciole dans la nuit (2000) ; Boxes, de Marie-Noëlle Agniau - Sélection nationale du Printemps des poètes (2010-2011).
Le collectif électro WDWild Shores a réalisé à deux reprises des créations optophoniques à partir de ses œuvres : La Calobra et Sanc.
Il a aussi organisé une Nuit Boris Vian sur radio Trouble-Fête Limoges en 1993.

### Photographie
Laurent Bourdelas a d'abord réalisé des portraits en noir et blanc exposés à partir de la fin des années 1970 en divers lieux, avant de proposer, à partir de 2003, des « parcours » photographiques en couleur, accompagnés par des textes d'écrivains lors des expositions.
- 2003 : Rue d'enfance (pavillon de l'Orangerie à Limoges)
- 2004 : Pierre-Buffière et autour (galerie Pierre-Buffière)
- 2007 : Le Chant d'Oradour (palais du Luxembourg, Paris, sélection nationale du Printemps des poètes)
- 2010 : Saint-Yrieix à cœur (exposition de kakemonos d'après ses photos de la ville en plein air place de la Nation à Saint-Yrieix-la-Perche)
- 2011 : Poètes et autour, exposition itinérante de portraits noir et blanc.
- 2016 : Fratrie (exposition à L'Epicerie des Halles à Limoges puis itinérante)[24]
- 2018 : Bretagne (exposition en mai à L'Epicerie des Halles à Limoges)[25]
- 2022: Aristide Briand, Mémoires au Pavillon du Verdurier à Limoges, dans le cadre de l'exposition Pierre Jarraud[26].

En mars 2014, il illustre de ses photographies l'ouvrage Capture de Marie-Noëlle Agniau.
Il publie ses photos en ligne sur un blog dédié.

### Activités culturelles et défense du patrimoine
Pour le Millénaire capétien (1987), il organise une exposition à la bibliothèque universitaire de Limoges, inaugurée par le Comte de Clermont, et un colloque sur « Hugues Capet et son temps » à l'université de Limoges,.
Pour le Bicentenaire de la Révolution française (1989), il co-organise avec la librairie Page et Plume une conférence des époux Élisabeth et Robert Badinter sur Condorcet à l'université de Limoges, une exposition « 1789 » et le colloque « Poésie et révolution ».
De 1992 à 1996, il préside l'association Châlucet en Limousin qui a pour but la sauvegarde et la mise en valeur de ce site historique majeur.
En 2003, il crée le festival Les Littorales à Port-Louis puis le festival littéraire Revues et bla bla bla - Figures d'écrivains à Limoges.
En 2007, après la disparition de Jean-François Bizot, il organise au jardin d'hiver de la bibliothèque francophone multimédia de Limoges une exposition consacrée au magazine Actuel.
En 2019, il publie chez Geste éditions une Histoire des bouchers du Château de Limoges, pour l'écriture duquel il a bénéficié de l'ouverture des archives de la Confrérie Saint-Aurélien.

### Radio
Laurent Bourdelas commence la radio en 1983 sur HPS Diffusion, « radio libre » installée rue Guy-de-Maupassant à Limoges. Il y anime Flashback, émission de jazz, avec Patrick Walter ; Analogie, magazine culturel ; la revue de presse (en alternance) ; Les mammouths volent bas (avec Jean-Eric Malabre).
Il rejoint ensuite Radio Trouble Fête (Limoges), de 1984 à 1992, à l'invitation de Dominique Papon, où il anime l'émission historique Annales et archives, puis l'émission culturelle Impressions, ainsi que des programmations événementielles (La nuit Boris Vian…). Il fut membre de la commission des programmes.
Après un passage à Radio Campus, il anime un magazine culturel sur RCF Limousin de 1997 à 2017.
Chroniqueur (essentiellement littéraire et historique) sur France Bleu Limousin (Les Spécialistes, le Limoges de Laurent Bourdelas, Les Limousins célèbres, etc.) pendant plusieurs années, il rejoint le Groupement des radios associatives libres du Limousin fin 2019. En 2020, il présente le magazine culturel et littéraire Des livres et vous sur RCF Limousin.

## Publications

### Comme auteur
(Références)
- Kerananaon (63 pages), éditions Cité, Paris, 1984, préface de Luc de Goustine
- Limoges rouge, Limoges blanche, une ville dans la tourmente du XIXe siècle (128 pages), éditions Cité, Paris, 1986
- Les Poèmes de Valldemosa (27 pages), revue Analogie, Limoges, 1986
- Océans citadins (38 pages), Cahiers de Poésie verte, Glandon, 1989
- Stormy weather, roman (106 pages typographiées par René Salsedo), revue Analogie, Limoges, 1991
- Incertains voyages (viajes inciertos) suivi de Les Poèmes de Valldemosa (70 pages), revue Analogie, Limoges, 1993
- Châlucet-en-Limousin : site historique, site romantique (85 pages), éditions Lucien Souny, Limoges, 1994
- Petite Histoire de l'école de la Monnaie à Limoges 1818-1995, avec Pierre Delage, 1994
- Aragon perdu, revue Analogie, Limoges, 1995
- La Permanence sucrée (44 pages), recueil de poèmes, préface de Valérie Lavefve, postface de Georges Landais, aquarelles de Daniel Franck, revue Analogie, Limoges, 1996 Prix Athanor.
- Limoges fin de siècle, sur des photographies de l'auteur (27 pages), éditions du Pont Saint-Martial, Vicq-sur-Breuilh, 1999
- Amer et profond sillon, poèmes (76 pages) éditions du Pont Saint-Martial, Vicq-sur-Breuilh, 2001 Prix Rencontre des écrivains de Bretagne.
- Plaidoyer pour un limogeage, un territoire de l'intime (78 pages), éditions Lucien Souny, Limoges, 2001
- Le Chemin des Indigotiers, fragments de Port-Louis (84 pages), éditions du Pont Saint-Martial, Vicq-sur-Breuilh, 2003
- Des champs de fraises pour toujours (94 pages), L'Harmattan, Paris, 2004
- Douze Mots, éditions du Pont Saint-Martial, Vicq-sur-Breuilh, 2005
- Sombre nuit où fut ma mort (16 pages), éditions Encres vives, Colomiers, 2005
- Nilda (60 pages), éditions Gros Textes, Châteauroux-les-Alpes, 2006
- Les Chroniques d'aubos, Le Luy de France, Pau, 2006
- La Calobra, éditions Eolia, Barcelone, 2007
- Le Paris de Nestor Burma - L'occupation et les "Trente Glorieuses" de Léo Malet, L'Harmattan, Paris, 2007
- Du pays et de l'exil - Un abécédaire de la littérature du Limousin (223 pages), Les Ardents Éditeurs, Limoges, 2008
- Notice sur Nestor Burma, Dictionnaire historique de Paris, La Pochothèque, 2009, p. 94-96
- Locmalo, éditions Gros Textes, Châteauroux-les-Alpes, 2009
- Le Roi de la Vallée - Enfance et autres temps, éditions Gros Textes, Châteauroux-les-Alpes, 2011
- L'Ivresse des rimes[38] (157 pages), éditions  Stock, Paris, 2011 Prix Jean Carmet 2012[39].
- Alan Stivell (331 pages), éditions Le Télégramme, Brest, 2012
- Ashes, poèmes, éditions association L'Arbre à Trucs, Limoges, 2013
- Histoire de Limoges (272 pages), Geste éditions, La Crèche, 2014
- Limoges années 1950-1960-1970, avec des photos de Paul Colmar et une préface de Maurice Carême, Geste éditions, 2015
- La Caverne de l'âme, Geste éditions, 2015 Prix de la Briance 2016.
- Je découvre Limoges, Geste éditions, 2016
- Le Mystère de Châlucet, Geste éditions, coll. « Crimes et histoire en Limousin », 2016
- Alan Stivell, éditions Le Mot et le Reste, 2017
- Le Grand Dictionnaire du Limousin, Geste éditions, juillet 2018, préface de Robert Savy
- Le Noyé des bords de Vienne, éditions Mon Limousin, 2019
- Histoire des bouchers du château de Limoges, Geste éditions, 2019
- Histoire de Limoges, rééd. revue et corrigée, nouvelle collection, Geste éditions, 2019
- Guide secret de Limoges, éditions Ouest-France, 2021
- Pour l'amour de Port-Louis, éditions Magellan & Cie, Paris, 2022
- Homme lige, éditions Gros Textes, Châteauroux-les-Alpes, 2022
- Creuse remarquable, avec des photographies de Daniel Roblin, La Geste éditions, 2022
- Châteaux, manoirs et logis de la Haute-Vienne, avec des photographies de Daniel Roblin, La Geste éditions, 2022
- Zamora enquête sur un écrivain disparu, éditions Le Festin, 2023
- Dictionnaire du Limousin, rééd. revue et corrigée, préface de Robert Savy, coll. « Petit Pays », La Geste éditions, 2023
- Bords de Vienne et Ponticauds de Limoges des origines aux années 1970, postface de Marie-Noëlle Agniau, La Geste éditions, 2023
- Mémoires d'un garçon des années 60, Les Moissons, 2025.

#### Livres d'artiste
- La Rivière inversée, éditions Ruiz, Saint-Aulaire, 2014
- Ashes, éditions Ruiz, 2016

### Comme éditeur
- Limousin mystérieux, Geste éditions, 2017 et 2020
- La Creuse mystérieuse, Geste éditions, 2017
- La Visite d'un Parisien à Limoges, Geste éditions, 2017
- G. Frugier, Forge noire, éditions du Pont Saint-Martial
- M.N. Agniau, Cri d'aveugle, éditions du Pont Saint-Martial
- P. Gaffet, Lunatiques, éditions du Pont Saint-Martial
- J.F. Biardeaud, Le Lecteur de Proust, roman, Analogie
- B. Cubertafond, L'Amour Flo, roman, Analogie ; avec un frontispice de Pierre Jarraud
- D. Papon, Vues sur l'amer, Analogie ; avec des encres de F. Deprun
- J.E. Malabre, Le Juge et la notion de bonnes mœurs, mémoire de DEA, université de Limoges, Analogie
- I. Nikitine, Éclats, Analogie
- I. Nikitine, Une nuit au bord des gouffres, poèmes, Analogie ; avec des encres de F. Deprun
- P. Labonne, Cabaret Berlioz, théâtre, Analogie

### Études, articles
- « Pascale Vezzano ou la naissance d'une œuvre», Lys rouge, n° 21, novembre 1984
- « Max Eyrolle, un sombre lumineux », catalogue d'exposition, 2008
- « Patrick Mialon, célébrant de l'utile scandale de la beauté », Revue des Lettres, Sciences et Arts de la Corrèze, t. CV, 2002
- « Empreindre, effacer », Revue des Lettres, Sciences et Arts de la Corrèze, t. CVI, 2003
- « Un verre ou deux avec Jean de La Fontaine », Revue des Lettres, Sciences et Arts de la Corrèze, t.112, 2011
- « Cabarets du Grand Siècle », Revue des Lettres, Sciences et Arts de la Corrèze, t.114, 2011
- « Alan Stivell à l’Olympia en 1972 », site Bretagne culture diversité[40], 2016
- « Histoire de La Jonchère-Saint-Maurice », Lemouzi, 8e série, n° 227, 2021-1
- « L'arboretum de La Jonchère-Saint-Maurice », Lemouzi, 8e série, n° 228, 2021-2
- « Balade urbaine, la rue de la Boucherie à Limoges », Le Festin, automne 2021
- « Singularités du manoir de Coecilian », Bulletin des Amis de Saint-Pol-Roux, t.13-14, septembre 2022
- « L'épopée de la franc-maçonnerie à Limoges et en Limousin », Le Festin, septembre 2022

### Préfaces
- Alain Périnet, Tournée générale en Limousin, La Geste éditions, 2021
- P. Vigier, Le Cimetière de Limoges, La Geste éditions, 2022
- S. Fradet-Pulzan, Le Crâne d'Adam - De l'enfer de Dante au paradis, Code9 Jourdan Editions, 2023
- Alain Périnet, Mille bals en Limousin, La Geste éditions, 2023

### Radio
- Arnaud Laporte, émission Multipistes avec Laurent Bourdelas, à propos du Chemin des Indigotiers, France Culture, 1er octobre 2003